# Holkar

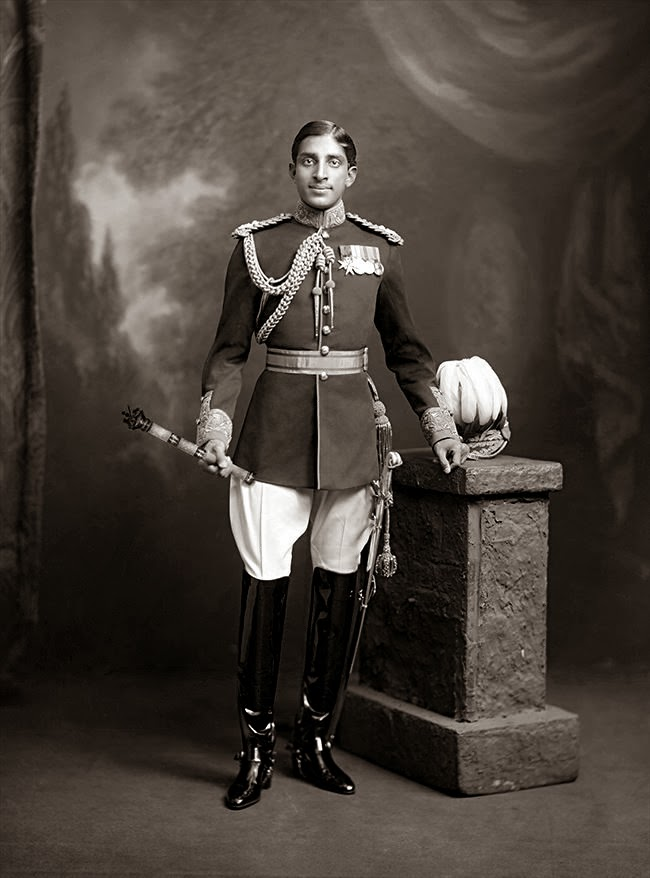
Tukojirao Holkar III. Maharaja Holkar von Indore

Die Holkar waren eine einflussreiche Herrscherdynastie in Britisch-Indien. Sie zählen zu den Klans der Maratha-Herrscher in Indien.
Angehörige der Familie der Holkar regierten Indore ab dem 18. Jahrhundert unter britischen Protektorat bis kurz nach der Unabhängigkeit Indiens im Jahr 1947.
In der gleichnamigen Hauptstadt Indore stehen Palastbauten der Maharadschas von Indore. Maharadscha Shri Yeshwant Rao Holkar II Bahadur, ein Verfechter und Liebhaber der europäischen Moderne, ließ seinen Palast von seinem Freund und Mentor, dem deutschen Architekten Eckart Muthesius, 1933 bauen und einrichten.